# De meisjes Loos
De meisjes Loos is een Nederlands muziektheatergezelschap.

## Biografie
De meisjes Loos werd omstreeks 2006 opgericht door een groep actrices uit de kleinkunst- en musicalwereld, die allen de wens hadden om in een kleinere groep meerstemmig te zingen. De groep begon met vier leden, maar groeide uiteindelijk uit naar zeven vaste zangeressen, die echter, vanwege andere werkzaamheden, niet altijd als volledig gezelschap optreedt. De naam van het gezelschap verwijst naar het idee om de eerste voorstelling te spelen op een veerboot naar Oerol.
Het gezelschap maakt muziektheater, dat het op locatie uitvoert. Veelal wordt dit gedaan als dinnershow in combinatie met een driegangendiner, waarbij de actrices zelf fungeren als serveerster. De show wordt begeleid door pianist Marc-Peter van Dijk en Eelco Menkveld. De groep heeft een drietal programma's op zijn naam staan, maar treedt ook regelmatig op tijdens besloten feesten. Ook is de groep te zien als muzikale omlijsting van het programma Café De Liefde van Bram van Splunteren.

## Leden
- Femke Bouma
- Maudy Bremer
- Nele Mennes
- Eva Poppink
- Jetta Starreveld
- Sytske van der Ster
- Marleen van der Wolde

## Programma's
- De meisjes Loos (2008)
- Borsten en basillicum (2009)
- What's cookin'? (2010)